# 한빛대교
한빛대교(Hanbitdaegyo)는 대전광역시 유성구 탑립동과 대전광역시 대덕구 와동을 연결하며 갑천을 가로지르는 총 연장 730m의 교량이다. 대덕테크노밸리 진입로(총연장 1.8km) 개설사업의 일환으로 예산 589억원을 투자하여 건설하였으며, 국내 최초의 3방향 강합성 사장교이다. 교량 아래로는 갑천이 흐르며, 교량 위로는 경부고속철도가 통과한다.

## 접속도로
한빛대교는 유성구 탑립동에서 배울1로와 갑천로와 접속하며, 대덕구 와동에서 갑천도시고속도로와 접속한다.